# Малый Гвоздец
Малый Гвоздец (укр. Малий Гвіздець) — село в Гвоздецкой поселковой общине Коломыйского района Ивано-Франковской области Украины.
Население по переписи 2001 года составляло 1084 человека. Занимает площадь 1,925 км². Почтовый индекс — 78263. Телефонный код — 803433.